# Broughton (Cambridgeshire)
Pour les articles homonymes, voir Broughton.
Broughton est une paroisse civile et un village du Cambridgeshire, en Angleterre.